# Новоивановка (Стерлибашевский район)
Новоивановка (баш. Яңы Ивановка) — деревня в Стерлибашевском районе Республики Башкортостан Российской Федерации. Входит в состав Куганакбашевского сельсовета.

## География

### Географическое положение
Расстояние до:
- районного центра (Стерлибашево): 18 км,
- центра сельсовета (Куганакбаш): 6 км,
- ближайшей ж/д станции (Стерлитамак): 56 км.

## Население
| 2002 | 2009 | 2010 |
| ---- | ---- | ---- |
| 11   | ↘5   | ↗6   |

Согласно переписи 2002 года, преобладающие национальности — русские (73 %), татары (27 %).